# Luxembourg aux Jeux olympiques d'été de 2012
Vous lisez un « article de qualité » labellisé en 2013.
Le Luxembourg participe aux Jeux olympiques d'été de 2012 à Londres au Royaume-Uni du 27 juillet au 12 août 2012. Il s'agit de sa 23e participation à des Jeux olympiques d'été.
La délégation olympique luxembourgeoise, menée par son chef de mission Heinz Thews, compte neuf athlètes, cinq hommes et quatre femmes, répartis dans sept sports différents. Le Luxembourg fait partie des pays n'obtenant pas de médaille à l'issue de ces Jeux olympiques.
Parmi les sportifs engagés, le meilleur résultat est obtenu par Marie Muller, porte-drapeau lors de la cérémonie d'ouverture, avec une cinquième place en judo dans la catégorie des moins de 52 kg. Les nageurs Raphaël Stacchiotti et Laurent Carnol sont également cités comme étant des sportifs ayant réussi leurs Jeux olympiques. Carnol, premier Luxembourgeois à atteindre une demi-finale olympique dans son sport, est récompensé en étant nommé porte-drapeau du Luxembourg lors de la cérémonie de clôture de ces Jeux.

## Préparation et objectifs
Cinq mois avant le début des Jeux olympiques de Londres, le Comité olympique et sportif luxembourgeois (COSL) est marqué par la démission de Fernand Guth de ses postes de président du bureau technique du COSL et d'adjoint du chef de mission de la délégation en raison d'un désaccord avec Heinz Thews, directeur technique du COSL et chef de mission,. Quelques jours plus tard, c'est Marc Theisen, président du COSL, qui démissionne de son poste car le cabinet d'avocats qu'il dirige en dehors de son activité au COSL est menacé de poursuites judiciaires par l'administration fiscale luxembourgeoise.
La délégation luxembourgeoise est composée de neuf athlètes concourant dans sept disciplines différentes et dirigée par Heinz Thews. Parmi les disciplines pour lesquelles le Luxembourg n'est pas représenté à ces Jeux olympiques figure pour la première fois — depuis que cette discipline a intégré le programme olympique en 2000 — le triathlon. La voile ou la gymnastique ne comptent également aucun athlète luxembourgeois contrairement aux Jeux de 2008, alors que l'athlétisme ou l'escrime n'ont pas de représentants Luxembourgeois depuis respectivement 2004 et 1996.
André Hoffmann, élu président du COSL en remplacement de Marc Theisen, considère que tous les sportifs présents sont « performants car ils ont répondu aux critères internationaux pour se qualifier » conformément au souhait du comité olympique de n'amener aux Jeux olympiques que des « sportifs que l'on estime compétitifs ». Hoffmann ne parle pas d'un objectif de médailles mais déclare : « si en plus les résultats sont là, c'est un bonus qu'on ne refusera pas ». Les athlètes luxembourgeois sont ambitieux, comme en témoigne la réaction de Ni Xia Lian : « Aux JO, tout ce qui compte, c'est la médaille et rien d'autre ». Même si une médaille, qui serait la première aux Jeux olympiques d'été depuis l'or de Joseph Barthel en 1 500 mètres en 1952, n'est pas attendue, les Luxembourgeois espèrent évoluer à leur meilleur niveau et obtenir le meilleur résultat possible.

## Village olympique

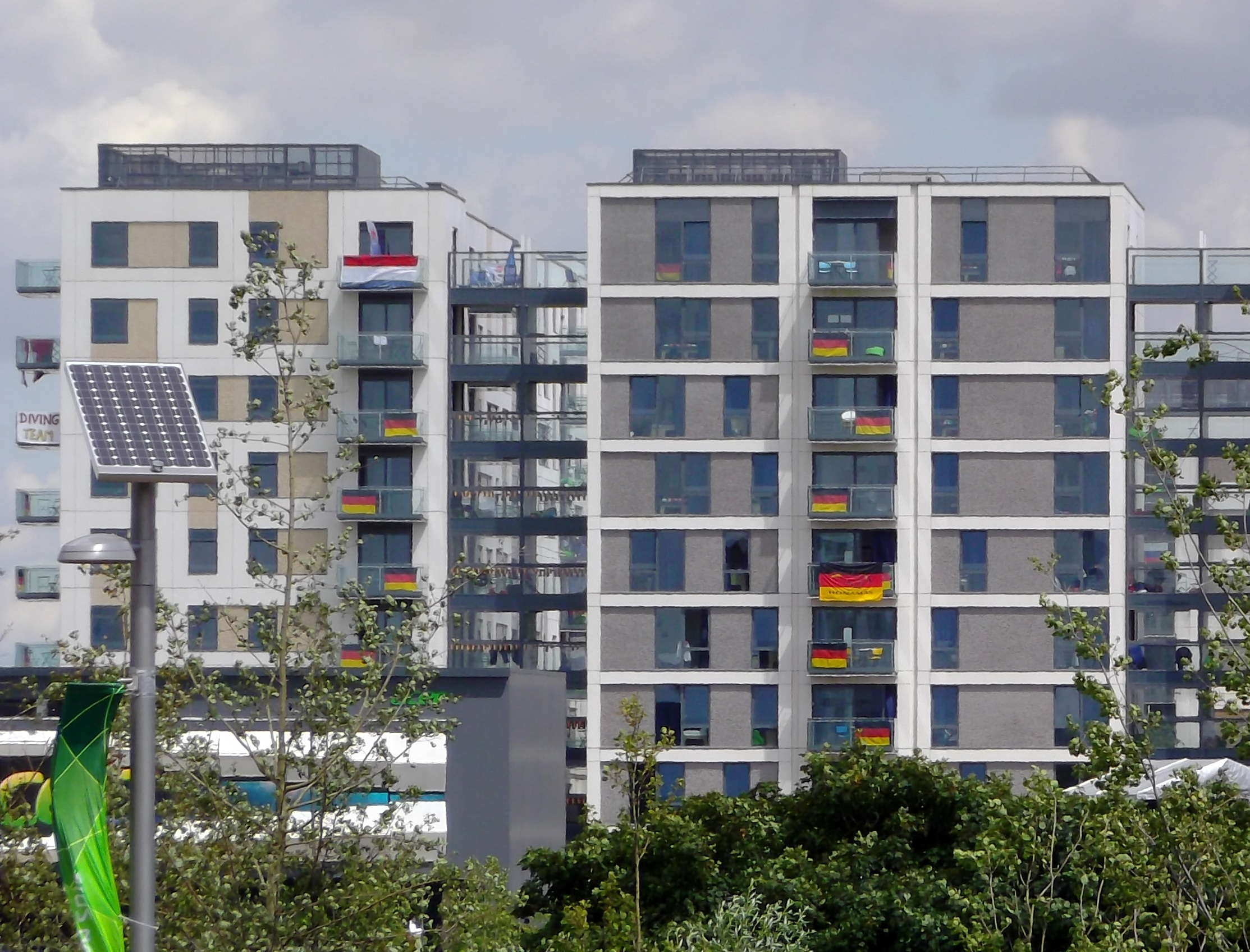
À gauche, le bâtiment des athlètes luxembourgeois au village olympique.

Huit des neuf athlètes luxembourgeois logent au village olympique. Ils se partagent quatre appartements dans le bloc E, qui accueille aussi la délégation allemande. Seul Gilles Müller préfère dormir ailleurs. Il choisit un hôtel plus proche du All England Lawn Tennis and Croquet Club, site des compétitions de tennis.
Le 25 juillet, deux jours avant la cérémonie d'ouverture, la délégation luxembourgeoise menée par Heinz Thews participe à la cérémonie du lever de drapeau en compagnie des délégations de l'Autriche, de la Guinée équatoriale, de la Lettonie et du Togo. À la suite de cette cérémonie, les athlètes sont officiellement admis à résider au village olympique.

## Cérémonies d'ouverture et de clôture
Le Luxembourg est la 111e délégation, après la Lituanie et avant Madagascar, à entrer dans le stade olympique de Londres au cours du défilé des nations durant la cérémonie d'ouverture. Parmi les neuf athlètes luxembourgeois sélectionnés pour ces Jeux olympiques, plus de la moitié d'entre eux sont en lice au lendemain de la cérémonie et n'y défilent donc pas. Alors que les athlètes pressentis pour être porte-drapeau de la délégation sont la judokate Marie Muller, le tireur Jeff Henckels, la pongiste Ni Xia Lian voire le joueur de tennis Gilles Müller, le choix du Comité olympique et sportif luxembourgeois (COSL), établi à deux jours de la cérémonie d'ouverture, se porte sur Marie Muller, qui succède dans cette fonction au nageur Raphaël Stacchiotti,.
Les délégations défilent mélangées lors de la cérémonie de clôture à la suite du passage de l'ensemble des porte-drapeaux des nations participantes. Le drapeau du Luxembourg est porté cette fois-ci par le nageur Laurent Carnol. Le choix du COSL s'est porté sur un sportif ayant obtenu de bons résultats durant ces Jeux olympiques et qui n'avait pas déjà porté le drapeau dans une cérémonie olympique d'ouverture ou de clôture antérieurement.

## Compétitions

### Cyclisme

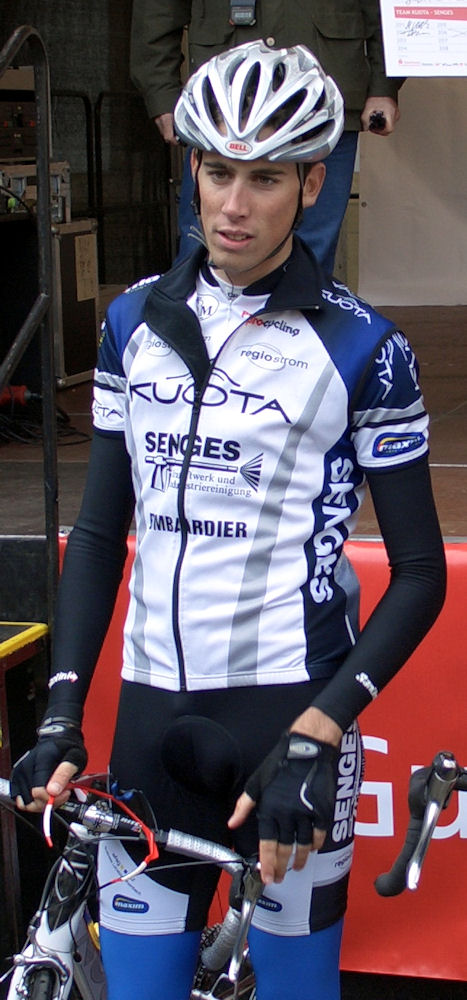
Laurent Didier, ici en 2008, participe à ses premiers Jeux olympiques.

Le Luxembourg est représenté par Laurent Didier et Christine Majerus en cyclisme sur route.
Laurent Didier, coureur cycliste de 28 ans, dispute à Londres ses premiers Jeux olympiques. Son père Lucien a déjà participé aux épreuves de cyclisme par le passé, en 1972 et 1976. Professionnel depuis 2006, il est membre en 2012 de l'équipe RadioShack-Nissan. Didier a participé à plusieurs éditions du Championnat du monde sur route avec comme meilleur résultat une 98e place en 2010 et compte à son palmarès le Championnat du Luxembourg sur route 2012 ainsi que plusieurs podiums en championnat national sur route et en contre-la-montre,.
Christine Majerus, âgée de 25 ans, découvre également les Jeux olympiques en 2012. Depuis l'introduction du cyclisme féminin aux Jeux olympiques en 1984, elle est la première Luxembourgeoise à y participer. Majerus, qui court dans l'équipe française du Team GSD Gestion, a gagné de 2007 à 2012 le Championnat du Luxembourg du contre-la-montre ainsi que le Championnat du Luxembourg sur route et le Championnat du Luxembourg de cyclo-cross de 2010 à 2012. La Luxembourgeoise a également terminée 58e du Championnat du monde sur route 2010.

#### Qualifications
En cyclisme sur route, les places olympiques sont attribuées selon des critères à des comités nationaux olympiques et non pas à des athlètes. Pour la course en ligne masculine, les quotas sont attribués en fonction du classement par nations de l'UCI World Tour 2011 : les dix premiers pays remportent cinq quotas, les cinq suivants quatre. Le classement World Tour se calcule par l'addition des points individuels des cinq meilleurs coureurs d'un pays. Cependant, si un pays obtient son classement par un nombre inférieur de coureurs, les quotas olympiques attribués ne peuvent dépasser ce nombre inférieur. Pour le contre-la-montre masculin, les coureurs admissibles doivent nécessairement avoir participé à la course en ligne. Quarante places sont à répartir. Un quota est attribué à chaque comité olympique figurant dans les 15 premiers de l'UCI World Tour 2011 et 15 autres à partir des Circuits continentaux de cyclisme en sachant qu'un pays qualifié via le World Tour n'est pas inclus dans les classements continentaux. En revanche, dix nations peuvent inscrire un coureur supplémentaire grâce aux résultats de leurs coureurs lors du Championnat du monde du contre-la-montre 2011.
Le Luxembourg, neuvième de l'UCI World Tour 2011, ne qualifie que deux hommes pour la course en ligne sur les cinq admissibles par ce classement car l'ensemble des points acquis l'a été par les frères Andy et Fränk Schleck,. La délégation obtient également une place en contre-la-montre. Les frères Schleck devaient dans un premier temps représenter le pays,,. Néanmoins, Andy Schleck se retire des Jeux après avoir subi une fracture du sacrum lors du Critérium du Dauphiné. Il est remplacé par Laurent Didier uniquement pour la course en ligne,. Fränk Schleck est enlevé des participants après avoir été testé positif à un diurétique interdit, le xipamide, lors d'un contrôle d'urine durant le Tour de France,. Il n'est pas remplacé.
Pour la course en ligne féminine, le classement UCI par nations du 31 mai 2012 fait référence pour arriver à 67 sportives. Pour le contre-la-montre féminin, les quinze premiers pays du classement par nations qualifient une athlète, les dix dernières places étant réparties aux dix premières nations du Championnat du monde du contre-la-montre 2011.
Pour les épreuves féminines, le Luxembourg, dix-huitième nation au classement mondial féminin du 31 mai 2012, obtient un quota pour la course en ligne,. La qualification de Christine Majerus est officialisée en juin 2012, peu avant les Championnats du Luxembourg sur route.

#### Résultats
La course en ligne masculine se dispute le 28 juillet 2012 sur une distance de 250 kilomètres. Laurent Didier pense avant la course que celle-ci se terminera par un sprint en petit groupe. Lors de l'épreuve, Didier chute après 70 kilomètres sans conséquence. Revenu au contact du peloton principal, il termine la course à la 64e place, à 40 secondes du lauréat, le Kazakh Alexandre Vinokourov. Une fois la course terminée, Didier déclare que « ce n'est pas un parcours très dur. Pas très passionnant non plus. Par contre, il est très dangereux ».
La course en ligne féminine a lieu le lendemain. L'objectif de Christine Majerus est de terminer parmi les vingt premières. Lors de la course de 140 kilomètres, disputée sous une forte pluie, la bonne échappée se forme à environ quarante kilomètres de l'arrivée et comporte quatre coureuses : la Néerlandaise Marianne Vos, qui devance sur la ligne d'arrivée la Britannique Elizabeth Armitstead et la Russe Olga Zabelinskaïa, ainsi que l'Américaine Shelley Olds qui est distancée par ses trois adversaires. Arrivée avec le peloton 27 secondes après le trio de tête, Christine Majerus se classe vingt-et-unième de cette épreuve olympique. Gênée par la pluie qui a perturbé sa vue dans les derniers kilomètres de la course, Majerus déclare : « La course s'est déroulée comme prévu. Je n'ai pas été prise dans une chute ou dans une cassure et même si le Box Hill a été gravi très vite, je n'ai pas eu de grosses difficultés ».
| Athlète           | Compétition            | Temps           | Rang |
| ----------------- | ---------------------- | --------------- | ---- |
| Laurent Didier    | Course en ligne hommes | 5 h 46 min 37 s | 64e  |
| Christine Majerus | Course en ligne femmes | 3 h 35 min 56 s | 21e  |

### Judo
Marie Muller, née le 29 juillet 1985, est une judokate luxembourgeoise disposant également de la nationalité allemande. Elle participe pour la deuxième fois à des Jeux olympiques. En 2008, après une défaite au premier tour, Muller est battue au deuxième tour de repêchages de la catégorie des moins de 52 kg et est classée neuvième. Dans cette catégorie de poids, elle obtient notamment la neuvième place des Championnats du monde 2010 et la septième des Championnats d'Europe 2011. La Luxembourgeoise compte également plusieurs victoires en Coupe du monde. Elle est élue Sportive luxembourgeoise de l'année en 2008 et 2010.

#### Qualification
Il existe 14 catégories de compétitions en judo aux Jeux olympiques, sept pour chaque sexe. Le classement de la Fédération internationale de judo (IJF) du 1er mai 2012 sert de base aux qualifications à ces épreuves. 252 places sont attribuées à des athlètes, et pas aux comités nationaux olympiques, grâce à ce classement : les 22 meilleurs hommes et les 14 meilleures femmes de chaque catégorie sont qualifiés, dans la limite d'un sportif par comité olympique dans chaque catégorie. Cent places supplémentaires sont attribuées aux cinq continents d'après leur nombre de fédérations nationales, ce qui concerne 25 Européens toutes catégories confondues, sélectionnés en fonction de leur classement IJF, dans la limite d'un athlète par comité olympique et de deux sportifs d'un même continent pour chaque catégorie. Les vingt dernières places sont réparties par une commission tripartite composée du Comité international olympique, de l'Association des comités nationaux olympiques et de la IJF. Finalement, un pays ne peut être représenté que par un judoka par catégorie,,. Au mois de janvier 2012, Marie Muller est proche d'atteindre le classement nécessaire à sa qualification. Effectivement, elle ne se qualifie pas grâce à son classement mondial mais grâce à une des 25 places prévues pour le continent européen.

#### Résultat
L'épreuve féminine des moins de 52 kg se déroule le 29 juillet, jour de l'anniversaire de Marie Muller. Pour son premier tour, la Luxembourgeoise affronte l'Espagnole Ana Carrascosa, double médaillée mondiale, championne d'Europe 2008 et gagnante de leurs deux confrontations passées avec en perspective un deuxième tour contre la Dominicaine Maria Garcia, qui a également battu Muller lors de leur dernier affrontement. Muller remporte son premier combat grâce à deux waza-ari, le dernier sur Tani-Otoshi. Au deuxième tour, la Luxembourgeoise bat Maria Garcia sur étranglement. Muller, pénalisée deux fois, est ensuite dominée en quart de finale par la Cubaine Yanet Bermoy. En repêchage, Muller domine la Mauricienne Christianne Legentil grâce à un Uchi-Mata et se qualifie ainsi pour une des deux finales pour la troisième place où elle affronte l'Italienne Rosalba Forciniti, présente aux Jeux olympiques grâce aux places européennes, comme la Luxembourgeoise,. Aucun point n'est marqué dans le combat ni dans la prolongation. Les trois arbitres décident à l'unanimité d'attribuer la victoire à Forciniti,. Cinquième de ces Jeux olympiques, elle considère son résultat comme étant « bien sûr super. Mais j'aurais vraiment préféré que ce soit clair pour elle, qu'elle gagne sur ippon, la déception aurait été moins grande ».
| Athlète      | Compétition           | 1/16 de finale                | 1/8 de finale          | Quarts de finale             | Demi-finales        | Repêchage 1                    | Repêchage 2                                             | Finale              | Finale        |
| Athlète      | Compétition           | Adversaire Résultat           | Adversaire Résultat    | Adversaire Résultat          | Adversaire Résultat | Adversaire Résultat            | Adversaire Résultat                                     | Adversaire Résultat | Rang          |
| ------------ | --------------------- | ----------------------------- | ---------------------- | ---------------------------- | ------------------- | ------------------------------ | ------------------------------------------------------- | ------------------- | ------------- |
| Marie Muller | Moins de 52 kg femmes | Bat Ana Carrascosa 2 waza-ari | Bat Maria Garcia ippon | Battue par Yanet Bermoy yuko | Non qualifiée       | Bat Christianne Legentil ippon | Battue par Rosalba Forciniti 3 drapeaux au golden score | Non qualifiée       | Non qualifiée |

### Natation
Deux nageurs luxembourgeois participent aux XXXe Jeux olympiques : Laurent Carnol et Raphaël Stacchiotti.
Laurent Carnol, nageur de 22 ans, dispute à Londres ses deuxièmes Jeux olympiques. Présent en 2012 sur 100 et 200 mètres brasse, il s'était classé en 2008 40e du 200 mètres brasse. Carnol a participé à plusieurs éditions des Championnats du monde en petit et grand bassin. Il devient en 2011 le premier Luxembourgeois à atteindre une demi-finale mondiale en grand bassin lors du 200 mètres brasse. Au niveau européen, Carnol est en 2010 cinquième du 200 mètres brasse en grand bassin et quatrième en petit bassin. Carnol compte également un titre sur 200 mètres brasse et une médaille d'argent sur 100 mètres brasse aux Jeux des petits États d'Europe 2011.
Raphaël Stacchiotti, âgé de 20 ans, participe également à ses deuxièmes Jeux olympiques après avoir obtenu la 49e place du 200 mètres nage libre en 2008. Il est cette fois présent sur 200 et 400 mètres quatre nages. Ayant également participé à des Championnats du monde en petit et grand bassin depuis 2009 ainsi qu'à plusieurs Championnats d'Europe, il a notamment terminé septième du 200 mètres quatre nages des Championnats d'Europe de natation en petit bassin 2011. Aux Jeux des petits États d'Europe, Stacchiotti gagne sept titres en 2009 et six en 2011,,.

#### Qualification
Un pays peut inscrire deux athlètes dans chaque épreuve de natation à condition qu'ils aient chacun réussi le temps de qualification olympique (TQO), fixé par la Fédération internationale de natation (FINA). Les nageurs parvenant à réaliser cette performance pendant la période de qualification, entre le 1er mars 2011 et le 18 juin 2012, sont automatiquement qualifiés. La FINA fixe également un deuxième temps plus facile à atteindre que le TQO : le temps de sélection olympique (TSO). Les athlètes atteignant ce temps sont sélectionnés jusqu'à ce que le nombre total de 900 nageurs soit atteint. Après avoir déterminé le nombre d'athlètes ayant atteint le TQO, la FINA sélectionne les neuf meilleurs athlètes ayant réalisé le TSO dans les 26 épreuves d'après un classement incluant au maximum deux nageurs par nationalité et établi pendant la période de qualification,.
Le tableau suivant présente les temps ayant qualifié les deux athlètes luxembourgeois participant aux épreuves olympiques, ainsi que leur classement parmi les neuf qualifiés par le TSO,. Laurent Carnol, auteur du TQO dans le 200 mètres brasse, peut également se qualifier dans toutes les épreuves auxquelles il atteint le TSO,.
| Athlète             | Épreuve            | Temps         | TQO           | TSO           | Rang |
| ------------------- | ------------------ | ------------- | ------------- | ------------- | ---- |
| Laurent Carnol      | 100 mètres brasse  | 1 min 1 s 57  | 1 min 0 s 79  | 1 min 2 s 92  | NC   |
| Laurent Carnol      | 200 mètres brasse  | 2 min 9 s 78  | 2 min 11 s 74 | 2 min 16 s 35 | NC   |
| Raphaël Stacchiotti | 200 mètres 4 nages | 2 min 0 s 22, | 2 min 0 s 17  | 2 min 4 s 38  | 1er  |
| Raphaël Stacchiotti | 400 mètres 4 nages | 4 min 18 s 98 | 4 min 16 s 46 | 4 min 25 s 44 | 6e   |

#### Résultats
Laurent Carnol commence ses Jeux olympiques par les séries du 100 mètres brasse disputées le 28 juillet. Vainqueur de sa série en 1 minute 1 seconde et 46 centièmes, à sept centièmes de son record personnel qui correspond au record du Luxembourg, ce temps lui permet de se classer 26e de l'ensemble des concurrents. Il ne se qualifie donc pas pour les demi-finales réservées aux 16 premiers. Carnol annonce être « déçu » de son temps. Le 31 juillet, le brasseur luxembourgeois est aligné sur le 200 mètres brasse. Cinquième de la dernière série en 2 minutes 10 secondes et 83 centièmes, Carnol réalise le douzième temps de ces qualifications et se qualifie ainsi pour les demi-finales, ce qui fait de lui le premier Luxembourgeois à atteindre ce stade de la compétition aux Jeux olympiques en natation,. En demi-finale, il réalise un temps inférieur (2 minutes 11 secondes et 17 centièmes) et termine dernier de sa course, prenant finalement la 15e place et n'atteignant donc pas la finale,. Après sa course, il avoue sa déception de ne pas disputer la finale.
Raphaël Stacchiotti commence également la compétition le 28 juillet par les séries du 400 mètres quatre nages. Il termine deuxième de sa série en 4 minutes 17 secondes et 20 centièmes, battant à cette occasion son record du Luxembourg de plus d'une seconde. Dix-huitième temps total, il n'atteint pas la finale. Après la course, il déclare : « Je suis très content de ma course même si j'avais évoqué une chrono de 4'16", voire 4'15". Mais ce n'est pas grave, j'améliore mon temps de plus d'une seconde et demie ». Quatre jours plus tard, Stacchiotti participe aux séries du 200 mètres quatre nages. Deuxième de sa série en 2 minutes et 38 centièmes, à 16 centièmes de son record national sur la distance, il se classe finalement 17e et manque les demi-finales pour un dixième de seconde,. Stacchiotti considère qu'il manque sa qualification en raison d'un virage raté entre le dos et la brasse.
| Athlète             | Épreuve            | Séries        | Séries | Demi-finales  | Demi-finales | Finale       | Finale       |
| Athlète             | Épreuve            | Temps         | Rang   | Temps         | Rang         | Temps        | Rang         |
| ------------------- | ------------------ | ------------- | ------ | ------------- | ------------ | ------------ | ------------ |
| Laurent Carnol      | 100 m brasse       | 1 min 1 s 46  | 26e    | Non qualifié  | Non qualifié | Non qualifié | Non qualifié |
| Laurent Carnol      | 200 m brasse       | 2 min 10 s 83 | 12e    | 2 min 11 s 17 | 15e          | Non qualifié | Non qualifié |
| Raphaël Stacchiotti | 200 m quatre nages | 2 min 0 s 38  | 17e    | Non qualifié  | Non qualifié | Non qualifié | Non qualifié |
| Raphaël Stacchiotti | 400 m quatre nages | 4 min 17 s 20 | 18e    | NC            | NC           | Non qualifié | Non qualifié |

### Tennis

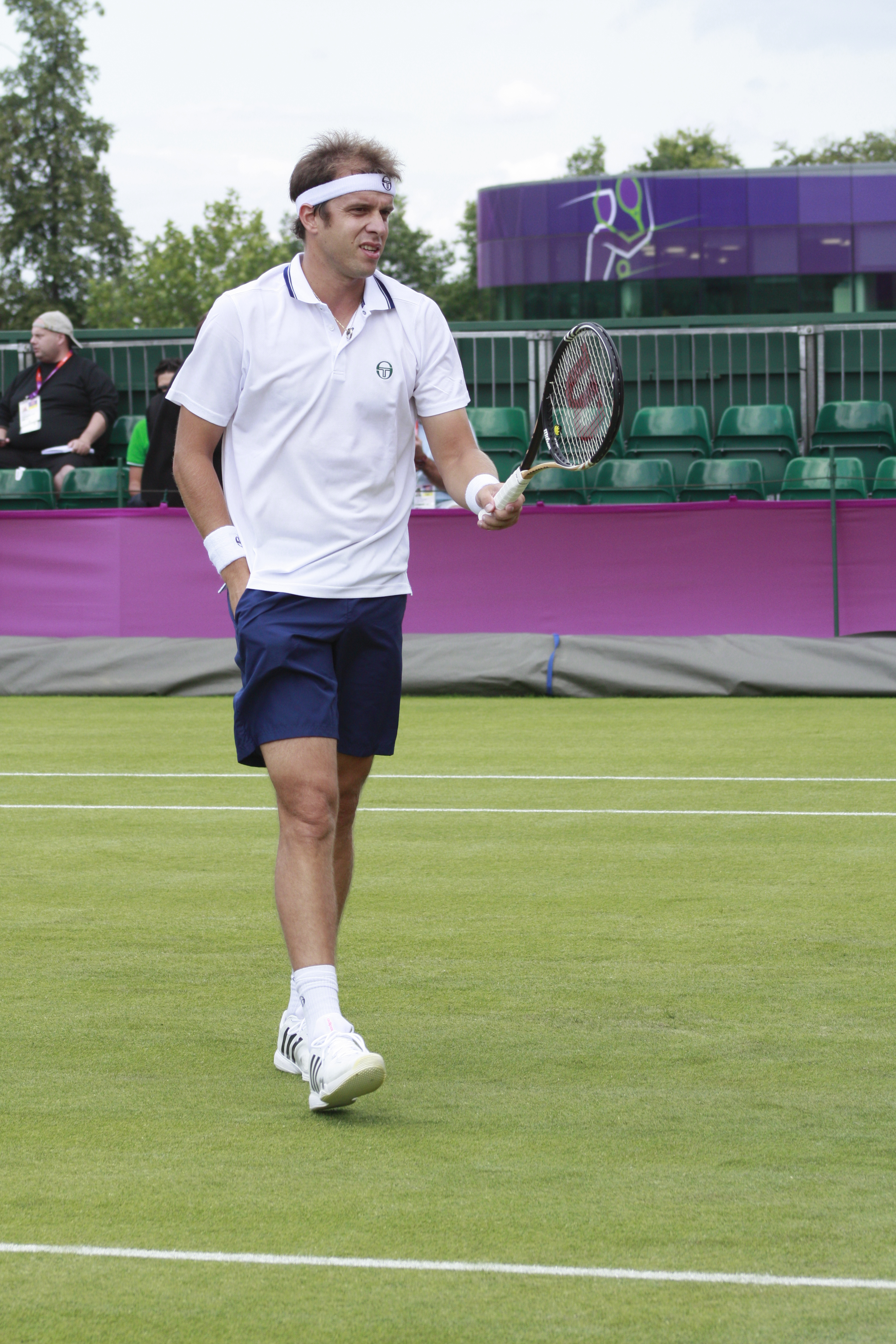
Gilles Müller sur un court en gazon du All England Lawn Tennis and Croquet Club, lors du deuxième tour des Jeux olympiques.

Gilles Müller, âgé de 29 ans, est le seul représentant du Luxembourg en tennis. Il participe en 2012 à ses premiers Jeux olympiques. Professionnel depuis 2001, Müller compte à son palmarès trois finales de tournois ATP dont une perdue à Atlanta la semaine précédant le début du tournoi olympique. Il a obtenu son meilleur classement mondial en octobre 2011 avec une 42e place. Lors du Tournoi de Wimbledon, qui se dispute sur le All England Lawn Tennis and Croquet Club, le site des Jeux olympiques de 2012, Müller a atteint à deux reprises le troisième tour.

#### Qualification
Soixante-quatre joueurs et joueuses sont admis dans les tableaux de simple aux Jeux olympiques. Cinquante-six places sont réparties dans l'ordre du classement ATP du 11 juin 2012 dans la limite de quatre joueurs ou joueuses par pays, six le sont par la Fédération internationale de tennis (FIT) et deux par une commission tripartite composée du Comité international olympique, de l'Association des comités nationaux olympiques et de la FIT,. Pour le double, la FIT sélectionne les paires parmi les propositions émises par les Comités nationaux olympiques sur la base des classements en double et en simple au 11 juin 2012 et en fonction des joueurs déjà qualifiés en simple. Les participants du double mixte sont eux nécessairement déjà qualifiés en simple ou en double. Chaque joueur prétendant à participer aux Jeux olympiques doit avoir accepté d'être convoqué par sa sélection nationale en Coupe Davis pour les hommes ou en Fed Cup pour les femmes lors de deux des années suivantes (2009, 2010, 2011 et 2012) dont une fois en 2011 ou en 2012.
Au 11 juin 2012, Gilles Müller, qui a participé à la Coupe Davis de 2010 à 2012, est 53e du classement ATP, ce qui lui assure sa qualification pour le tournoi de simple. La première joueuse luxembourgeoise au classement WTA, Mandy Minella, a en revanche un classement qui ne lui permet pas d'obtenir directement sa qualification olympique. Les invitations de la commission tripartite ayant déjà été attribuées, le Comité olympique et sportif luxembourgeois demande une place pour elle à la FIT pour pouvoir disputer le simple et le double mixte avec Müller. Cette demande est refusée par la FIT.

#### Résultat
Le tirage au sort amène Gilles Müller à affronter au premier tour le Roumain Adrian Ungur avec en perspective un deuxième tour contre l'Espagnol Fernando Verdasco puis un troisième contre le Suisse Roger Federer. Le 29 juillet, Müller, 56e joueur mondial, joue son match contre Ungur, 98e, sur le court numéro 16. Le Luxembourgeois réalise le break dans le quatrième jeu du premier set qu'il remporte 6-3. Dans la deuxième manche, Müller prend le service de son adversaire lors du septième jeu. Dans la foulée, il gagne son service et une dernière fois celui de son adversaire pour s'imposer finalement 6-3, 6-3. Au tour suivant, il affronte l'Ouzbek Denis Istomin, vainqueur de Verdasco en deux sets. Le lendemain, le match contre Istomin, 34e joueur mondial, se déroule sur le court numéro 15. Auteurs d'un break chacun dans le premier set, c'est Müller qui le remporte au tie-break par 7 points à 4. Dans le deuxième set, chaque joueur obtient plusieurs balles de break non converties. En fin de set, Müller, qui mène alors 6 jeux à 5, a deux balles de matchs sur le service d'Istomin qu'il ne peut convertir. Au tie-break, Istomin gagne 7 à 3. Dans la dernière manche, chaque joueur conserve sa mise en jeu jusqu'au douzième jeu où Istomin réalise un break qui lui permet de s'imposer en 2 heures et 37 minutes. Très déçu après le match, Müller confie : « Il n'y a pas pire que perdre un match après avoir eu des balles de match. C'est très dur ».
| Athlète       | 1/32 de finale            | 1/16 de finale                          | 1/8 de finale       | Quarts de finale    | Demi-finales        | Finale              | Rang         |
| Athlète       | Adversaire Résultat       | Adversaire Résultat                     | Adversaire Résultat | Adversaire Résultat | Adversaire Résultat | Adversaire Résultat | Rang         |
| ------------- | ------------------------- | --------------------------------------- | ------------------- | ------------------- | ------------------- | ------------------- | ------------ |
| Gilles Müller | Bat Adrian Ungur 6-3, 6-3 | Battu par Denis Istomin 7-64, 6-73, 5-7 | Non qualifié        | Non qualifié        | Non qualifié        | Non qualifié        | Non qualifié |

### Tennis de table

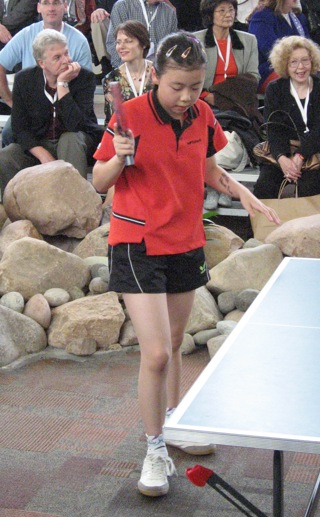
Ariel Hsing, ici en 2007, bat Ni Xia Lian au deuxième tour du simple femmes en tennis de table.

Ni Xia Lian est qualifiée pour l'épreuve de simple féminin. Née à Shanghai en juillet 1963, elle participe sous les couleurs de la Chine aux Championnats du monde de tennis de table 1983 et 1985 et gagne les titres mondiaux en double mixte ainsi que par équipes. À partir de 1991, Ni Xia Lian dispute les compétitions internationales sous les couleurs luxembourgeoises. Elle représente le Luxembourg aux Jeux olympiques pour la troisième fois après 2000, où elle est éliminée au premier tour du double et au deuxième du simple, et 2008 où elle s'incline au troisième tour du simple. Ni Xia Lian a également remporté le Top 12 européen de tennis de table de 1996 à 1998 ainsi que trois titres européens en 1998 (simple) et 2002 (simple et double mixte),. Elle est nommée Sportive luxembourgeoise de l'année en 2001.

#### Qualification
Les qualifications pour les Jeux olympiques de Londres commencent à l'issue des Championnats du monde de tennis de table 2011, disputés du 8 au 11 mai 2011 à Rotterdam. Les 28 premières et premiers joueurs au classement mondial au lendemain de ces Championnats sont directement qualifiés pour l'épreuve de simple aux Jeux olympiques, dans la limite de deux athlètes par pays. Entre le 1er juin 2011 et le 22 avril 2012, six tournois continentaux permettent de distribuer 40 places pour les épreuves masculine et féminine. En mai un tournoi international permet aux deux premiers de chaque sexe d'obtenir une place olympique. Un dernier quota est attribué par invitation de la Fédération internationale de tennis de table. Les qualifications pour les épreuves par équipes dépendent du nombre de joueurs ou joueuses qualifiés en simple et des résultats des Championnats du monde par équipes 2012,.
Ni Xia Lian figure à la quarante-quatrième place mondiale au lendemain des Championnats du monde 2011. Cependant, en vertu du nombre limité de qualifiés par nation, la pongiste luxembourgeoise est classée vingt-cinquième du classement olympique et obtient donc une qualification directe, la seule obtenue par un Luxembourgeois dans ce sport,. En effet, Traian Ciociu et Egle Sadikovic ne parviennent pas à obtenir leur billet olympique lors du tournoi de qualification du mois de mai.

#### Résultat
Ni Xia Lian, 43e joueuse mondiale au début de ces Jeux olympiques, entre en lice au deuxième tour. Le tirage au sort lui amène comme perspective un affrontement avec l'Américaine Ariel Hsing, 115e joueuse mondiale, puis la Chinoise numéro 3 mondiale Li Xiaoxia. La Luxembourgeoise affronte effectivement Hsing le 29 juillet, un an après leur confrontation aux Championnats du monde 2011 remportée par Ni Xia Lian quatre manches à zéro,. La première manche est gagnée par l'Américaine, la deuxième par la Luxembourgeoise. Hsing s'impose dans les troisième et quatrième sets puis obtient une balle de match dans le cinquième set. Ni Xia Lian la sauve et gagne cette manche. Hsing remporte la sixième manche après avoir sauvé deux balles de set et gagne le match après 40 minutes de jeu. Après cette défaite, Ni Xia Lian déclare : « Je n'ai pas été à la hauteur mentalement. Peut-être étais-je trop confiante à l'heure d'aborder ce match. Je l'avais battue facilement l'an dernier, mais elle a énormément progressé depuis ».
| Athlète     | Compétition | Tour préliminaire | 1er tour         | 2e tour                                                      | 3e tour          | 4e tour          | Quarts de finale | Demi-finales     | Finale           | Finale        |
| Athlète     | Compétition | Adversaire Score  | Adversaire Score | Adversaire Score                                             | Adversaire Score | Adversaire Score | Adversaire Score | Adversaire Score | Adversaire Score | Rang          |
| ----------- | ----------- | ----------------- | ---------------- | ------------------------------------------------------------ | ---------------- | ---------------- | ---------------- | ---------------- | ---------------- | ------------- |
| Ni Xia Lian | Simple      | NC                | NC               | Battue par Ariel Hsing 9-11, 12-10, 9-11, 5-11, 12-10, 10-12 | Non qualifiée    | Non qualifiée    | Non qualifiée    | Non qualifiée    | Non qualifiée    | Non qualifiée |

### Tir
Le Luxembourg est représenté dans les compétitions de tirs par une athlète, Carole Calmes.
Âgée de 33 ans, Calmes participe pour la première fois aux Jeux olympiques. En 2008, Calmes n'est pas sélectionnée par le Comité olympique et sportif luxembourgeois malgré les performances de l'athlète qui avaient permis l'obtention d'une invitation pour le Luxembourg. Alignée dans l'épreuve de carabine à 10 m air comprimé, Carole Calmes compte en individuel à son palmarès quatre titres aux Jeux des petits États d'Europe dans la discipline dont le dernier en 2011. Elle s'est également classée 26e du Championnat d'Europe 2012 et 78e du Championnat du monde 2010.

#### Qualification
Le système de qualification vise à répartir 390 places entre les différentes nations pour l'ensemble des quinze épreuves de tir, dans la limite de 28 au maximum pour un pays. Le règlement du Comité international olympique stipule que toutes les épreuves de qualifications pendant lesquelles les athlètes doivent réaliser un score minimal pour obtenir un quota olympique ont lieu durant les 24 mois précédant les Jeux. La Fédération internationale de tir sportif déclare que la qualification débute avec les Championnats du monde de tir 2010 soit presque deux ans avant les Jeux de Londres. Les compétitions permettant l'obtention de ces quotas sont les championnats du monde et continentaux à partir de 2010 ainsi que la Coupe du monde ISSF 2011. Chaque quota attribué ne l'est pas au sportif qui l'a décroché mais à son comité national olympique.
Le Luxembourg obtient un quota pour l'ensemble des épreuves de tir, quota qui permet la sélection de Carole Calmes par son comité national olympique.

#### Résultat
L'épreuve olympique, disputée le 28 juillet, est divisée en deux parties, une phase de qualification ainsi qu'une finale qui rassemble les huit premières de ces qualifications. En qualification, chaque sportive effectue 40 tirs répartis en quatre séries de 10.
Carole Calmes réalise un score de 390 anneaux soit 98 pour chacune des trois premières séries puis 96 dans la dernière. Calmes se classe 48e sur les 56 concurrentes alignées et est donc éliminée,. Commentant son résultat, Calmes déclare : « Je m'étais fixé un minimum de 390 anneaux. Au-dessus, c'était du bonus ».
| Athlète       | Compétition                         | Qualification | Qualification | Finale        | Finale        |
| Athlète       | Compétition                         | Points        | Rang          | Points        | Rang          |
| ------------- | ----------------------------------- | ------------- | ------------- | ------------- | ------------- |
| Carole Calmes | Carabine à 10 m air comprimé femmes | 390           | 48e           | Non qualifiée | Non qualifiée |

### Tir à l'arc
Jeff Henckels, âgé de 27 ans, est le seul représentant luxembourgeois en tir à l'arc dans ces Jeux olympiques, ses seconds puisqu'il avait participé aux Jeux de 2004. Cette année-là, Henckels est classé 55e du tour préliminaire et est battu en trente-deuxième de finale par Chen Szu-yuan. Henckels termine finalement 56e de l'épreuve,. Henckels compte plusieurs participations à des Championnats du monde et d'Europe et compte plusieurs accessits dans les 10 premiers : la sixième place des Championnats du monde 2011 ainsi que la neuvième aux Championnats d'Europe 2010.

#### Qualification
La compétition olympique réunit 64 athlètes dans chaque épreuve individuelle. Pour se qualifier, les archers doivent réaliser un score minimal de qualification à partir du 2 juillet 2011, date du début des Championnats du monde 2011. Ces places, à l'exception de trois d'entre elles attribuées sous forme d'une invitation par une commission tripartite composée du Comité international olympique, de l'Association des comités nationaux olympiques et de la World Archery Federation, sont ensuite réparties selon les résultats des archers lors de ces Championnats du monde, les compétitions continentales qui suivent ainsi qu'un tournoi mondial de qualification,. En atteignant les quarts de finale des Championnats du monde 2011, Henckels décroche sa qualification pour les Jeux olympiques de Londres,.

#### Résultat
L'épreuve se déroule en deux parties : un tour où chaque archer tire 72 flèches puis est classé de la première à la 64e place selon son score, suivi d'une phase où les archers s'opposent en un contre un dans un système à élimination directe. Pour remporter la confrontation directe, il faut obtenir un total de six points lors des différents sets, en sachant qu'une victoire dans un set donne deux points et un match nul un point.
Le 27 juillet, Jeff Henckels réalise un score de 654 lors du tour préliminaire, ce qui le positionne en quarante-neuvième position sur les 64 concurrents engagés. Auteur de scores élevés en début de session, il est ensuite moins performant. Il déclare à l'issue de ce tour préliminaire : « Si on m'avait dit que je totaliserais 654 points à la sortie de ce tour, j'aurais probablement signé. Mais là, j'hésite entre la satisfaction et la déception ». Il affronte en trente-deuxième de finale le Néerlandais Rick van der Ven, seizième de cette qualification,.
Lors de cette rencontre disputée trois jours plus tard, Van der Ven remporte la première manche et mène donc deux à zéro. Henckels et Van der Ven sont à égalité dans la deuxième manche avant que le Néerlandais gagne la troisième pour mener 5 à 1. La dernière manche se solde par une égalité, ce qui permet à Van der Ven de s'imposer 6 à 2,. À l'issue de l'épreuve, Henckels déclare : « Je savais que ce serait difficile contre lui, mais je suis assez satisfait de mon match ».
| Athlète       | Compétition       | Tour préliminaire | Tour préliminaire | 32e de finale                                  | 16e de finale    | 8e de finale     | Quart de finale  | Demi-finale      | Finale           | Finale       |
| Athlète       | Compétition       | Score             | Rang              | Adversaire Score                               | Adversaire Score | Adversaire Score | Adversaire Score | Adversaire Score | Adversaire Score | Rang         |
| ------------- | ----------------- | ----------------- | ----------------- | ---------------------------------------------- | ---------------- | ---------------- | ---------------- | ---------------- | ---------------- | ------------ |
| Jeff Henckels | Individuel hommes | 654               | 49e               | Rick van der Ven (16) 2-6 (0-2, 1-1, 0-2, 1-1) | Non qualifié     | Non qualifié     | Non qualifié     | Non qualifié     | Non qualifié     | Non qualifié |

## Bilan
Les Luxembourgeois n'obtiennent aucune médaille lors de ces Jeux olympiques et ne sont donc pas classés dans le tableau des médailles qui mentionne les 85 délégations récompensées,. La judokate Marie Muller ainsi que les nageurs Laurent Carnol et Raphaël Stacchiotti sont les athlètes ayant obtenu les meilleures performances de la délégation. Du côté des déceptions, les médias luxembourgeois mentionnent la tireuse Carole Calmes et surtout la pongiste Ni Xia Lian,. Heinz Thews, chef de mission de la délégation luxembourgeoise, s'est montré très satisfait des résultats obtenus par les Luxembourgeois, en mettant également en avant Marie Müller, battue en finale pour la médaille de bronze dans sa catégorie, ainsi que les nageurs luxembourgeois, au sujet duquel il déclare : « nous n'avons jamais eu des nageurs aussi bien classés dans les JO ». Henri de Luxembourg, Grand-duc du pays et membre du Comité international olympique, a apprécié le comportement des athlètes luxembourgeois et envisage, au vu des résultats nationaux en 2008 et 2012, la possibilité pour le Luxembourg d'obtenir une médaille à partir de l'édition 2016.

## Aspects extra-sportifs
Les Luxembourgeois peuvent suivre les compétitions olympiques sur la chaîne locale RTL Télé Lëtzebuerg ainsi que sur les réseaux de l'UER et d'Eurosport.
À l'occasion de ces Jeux olympiques, P&T Luxembourg, la poste luxembourgeoise, émet deux timbres. Le premier est consacré aux Jeux olympiques de Londres et le deuxième rend hommage aux cent ans du Comité olympique et sportif luxembourgeois,.